# Atakunmosa West
Atakunmosa West es una localidad del estado de Osun, en Nigeria, con una población estimada en marzo de 2016 de 94 100 habitantes.
Se encuentra ubicada al suroeste del país, cerca de la ciudad de Lagos y de la costa del golfo de Guinea.